# Péninsule de Gallipoli
Pour les articles homonymes, voir Gallipoli et Chersonèse.

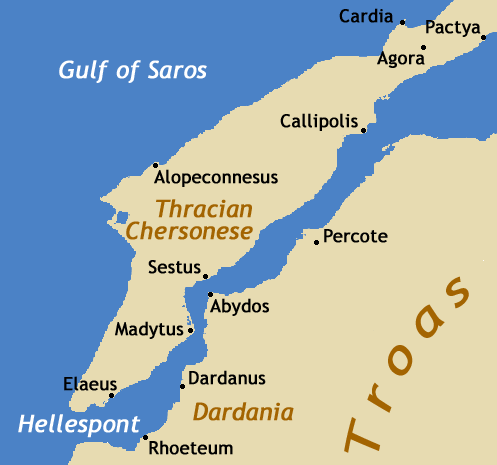
La Chersonèse de Thrace au IVe siècle av. J.-C.

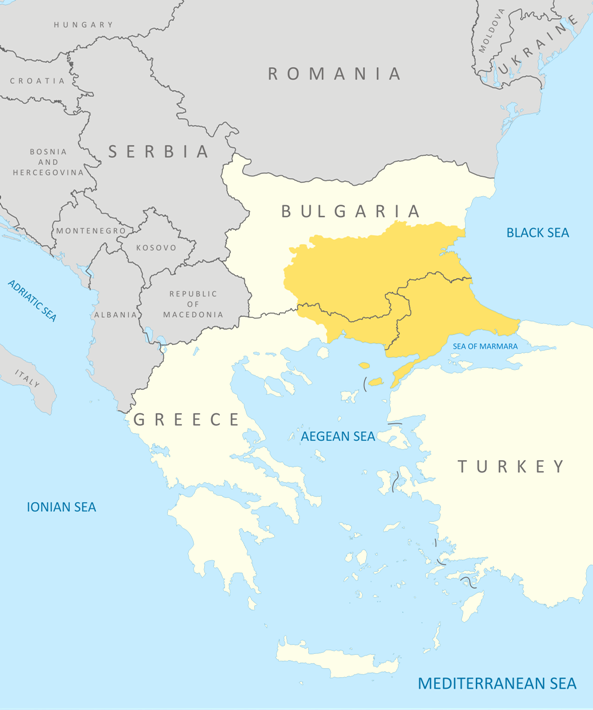
La Thrace.

La péninsule de Gallipoli, en turc Gelibolu Yarımadası, également connue sous son nom antique de Chersonèse de Thrace (Χερσoνησoς Θραικια), est une péninsule située en Turquie, dépendant de la Thrace. Elle constitue la rive nord des Dardanelles (l'ancien Hellespont). Sa rive nord est baignée par la mer Égée.

## Histoire
Durant l'Antiquité, la péninsule était connue sous le nom de Chersonèse de Thrace où se situaient notamment les villes antiques de Cardia et de Sestos. Miltiade l'Ancien, exilé volontairement à l’avènement de Pisistrate, y fonda une colonie athénienne.
L'auteur classique Euripide y situe l'intrigue de sa pièce Hécube. Il choisir ce lieu en raison de la présence d'un monument appelé Cynocème, ou littéralement « tombe de la chienne ».
C'est sur cette péninsule qu'eut lieu la célèbre bataille de Gallipoli durant la Première Guerre mondiale.

### Camp militaire russe

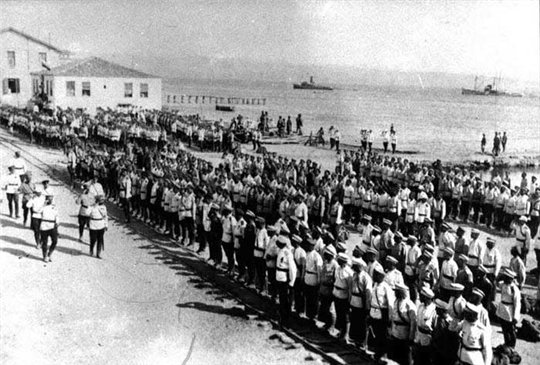
Parade au camp de Gallipoli en 1921

En 1920-1921 une partie de l'armée russe du général Wrangel, évacuée de Crimée, s'établit sur la péninsule de Gallipoli. Le camp militaire de Gallipoli devint un des centres militaires de l'émigration des Russes opposés au pouvoir soviétique. Beaucoup de réfugiés partirent par la suite pour d'autres pays d’accueil, en particulier la Serbie. Le monument commémoratif érigé en 1921 sur place par les forces russes, détruit par un tremblement de terre en 1949, a été reconstruit et inauguré en mai 2008.